# Tasso ham

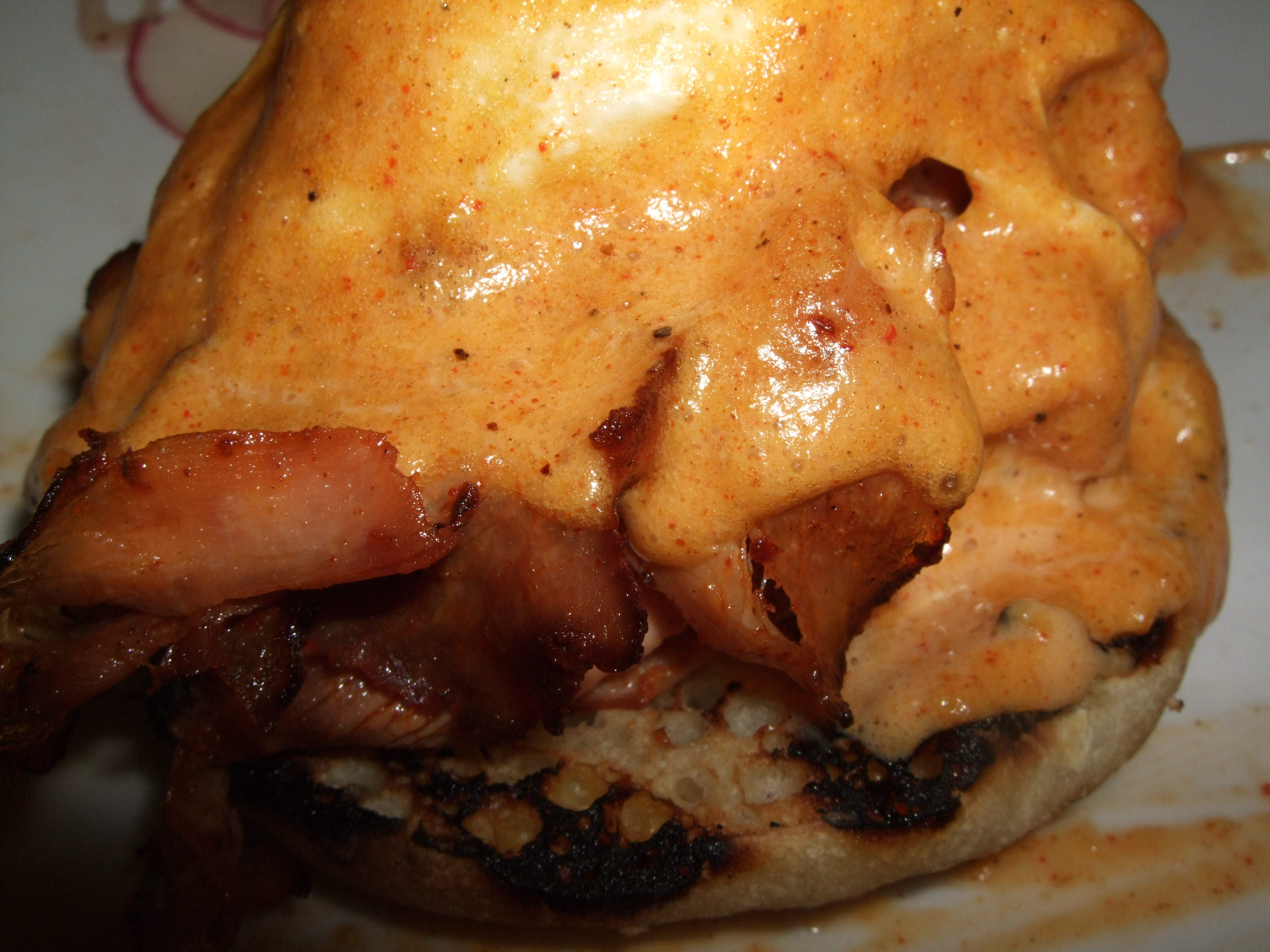
Huevos escalfados con tasso ham, tomate a la parrilla y holandesa cajún.

El tasso ham es una especialidad de la gastronomía cajún. Es una versión picante de cerdo ahumado hecho a partir de Boston butt (un corte de la paletilla). En este caso, ham (‘jamón’) es un nombre equívoco, ya que la receta no se hace de la pata trasera del cerdo. Este corte suele ser graso y, debido a que el músculo es usado constantemente por el animal, tiene mucho sabor. El butt, que pesa unos 3,5 kg, se corta en rodajas cruzando las vetas en trozos de unos 7,5 cm de grosor. Estos trozos se untan con una mezcla de sal, que suele incluir nitratos y azúcar. La carne se deja curar brevemente, solo unas 3 o 4 horas, se lava, se frota con una mezcla de especias conteniendo cayena y ajo, y se ahúma hasta que se hace.
El tasso ham no se come solo, sino que se emplea para dar sabor a estofados o verduras guisadas. Se usa en platos que van desde pasta a crabcakes, de sopas a gravy. De acuerdo con sus raíces, aparece a menudo en recetas de origen sureño o cajún/criollo, como el jambalaya.